# Психічний папір
Психічний папір (англ. Psychic paper) — вигаданий матеріал з довготривалого британського науково-фантастичного телесеріалу «Доктор Хто». Вперше візитка головного героя серіалу — Доктора, що зроблена з психічного паперу з'явилась у серії «Кінець світу» першого сезону поновленого у 2005 році серіалу.
Головною функцією паперу є телепатичне введення тексту, що з'являється залежно від бажань власника або уявлень читача.

## Вигадана історія
У романі «Світова гра» на основі «Доктора Хто» йдеться про те, що Другий Доктор отримав свою візитку з психічного паперу після виконання завдань Агентства Небесних Втручань, під час яких він мав запобігти вбивству кількох діячів історії людства (у тому числі і Наполеона). Цей роман був написаний Терренсом Діксом — сценаристом класичного «Доктора Хто» як пояснення появи психічного паперу у нових серіях. Супроти цій версії у серії «Порожня дитина» Джек Гаркнесс говорить, що папір винайшло Агентство часу з LI століття. Однозначного варіанту походження цього матеріалу немає, творці серіалу ніколи не роз'яснювали цю ситуацію. У подальших історіях візитка, отримана від Агентства Небесних Втручань, продовжувала використовуватись наступними Докторами. Декілька разів її використовував Восьмий Доктор, а також Доктор-Воїн під час Війни Часу. На постійній же основі, візиткою почав користуватися Дев'ятий Доктор. Не раз вона допомагала Десятому, Одинадцятому, Дванадцятому і Тринадцятому Докторові. Зазвичай предмет використовувався в цілях маскування. Наприклад, щоб потрапити на таємний об'єкт потрібний спеціальний документ-допуск. Доктор придумує свою посаду або заяву від когось іншого, і відповідний текст виводиться на психічний папір. Йому всі вірять і легко допускають до об'єкту.
Крім Доктора, психічним папером також володів Джек Гаркнесс. У романі «Торканий ангелом» Доктор говорить, що деякі плакучі янголи використовували психічний папір як іграшку.
Після того, як Раян Сінклейр і Грем О'Браян покинули екіпаж TARDIS, Тринадцятий Доктор видала їм психічний папір у знак подяки за спільні пригоди. Вони домовилися використовувати його з ціллю обороняти Землю від надприродних загроз.

## Функції
Власник паперу може виводити текст, який він хоче, або який хоче бачити його читач. Також текст міг швидко змінитись у залежності від думок автора. Якщо ж думка не є конкретною, то введений текст завжди буде сюрпризом. Так Доктора перепитували чи він є тим, хто завірений у документі, на що він відповідав: «ну, якщо там так пише». Десятий Доктор дуже здивувався, коли психічний папір назвав його королем Бельгії. Повідомлення на папері також вводиться почерком читача. Замість тексту можна поставити поцілунок, чим Донна Ноубл дражнила Доктора. Візитку Доктор також використовував як oyster card, оплативши квиток за автобус. У кількох серіях і коміксах згадується, що візитку брали для оплати покупок, отже психічний папір може видавати себе за платіжну картку.
Істоти з телепатичними або ментальними здібностями можуть надсилати звістки на візитку Доктора, незалежно в якій точці часу й простору він би не знаходився. Ними виступали Обличчя Бо та Атраксі. UNIT на чолі з Кейт Стюарт також змогли таким способом зв'язатися з Доктором, але, напевне, за допомогою технологій.

### Обмеження
Психічний папір працює ментально, тобто втручається у роботу мозку того, хто його читає. У серіалі стверджувалося, що папір не діє на свідомість геніальних людей. Таким, наприклад, був Вільям Шекспір у серії 2007 року «Код Шекспіра». Він був одним з першим, хто побачив чистий лист на візитці Доктора. Також папір не впливає на тих, хто не вміє читати або просто не має ніякої уяви. Для деяких видів папір просто не працює з різних причин. Працівники Торчвуду-1 проходили базовий психічний тренінг, чого, за їхніми словами, було достатньо, щоб відрізнити психічний папір від реального. Мокрий папір також працював несправно. Одинадцятий Доктор показував свою візитку вікінгам, які не використовували письмо, внаслідок чого папір показав їм зображення кролика, маючи на увазі, що Доктор є кролячим інспектором.